# 格鲁吉亚國家男子籃球隊
格鲁吉亚国家男子篮球队是格鲁吉亚的国家男子篮球队。1992年加入国际篮球联合会，1995年与波兰进行球队首场正式比赛。球队四度获得欧洲篮球锦标赛的参赛资格，2011年创下第11名的最好成绩。尽管如此，球队还没有参加过奥运会和世界杯篮球赛。